# Friedrich Wilhelm Kohler
Friedrich Wilhelm Kohler (* 23. April 1754 in Stuttgart; † 9. März 1810 in Ebersbach an der Fils) war ein deutscher Pfarrer, Pädagoge und Schriftsteller.

## Leben

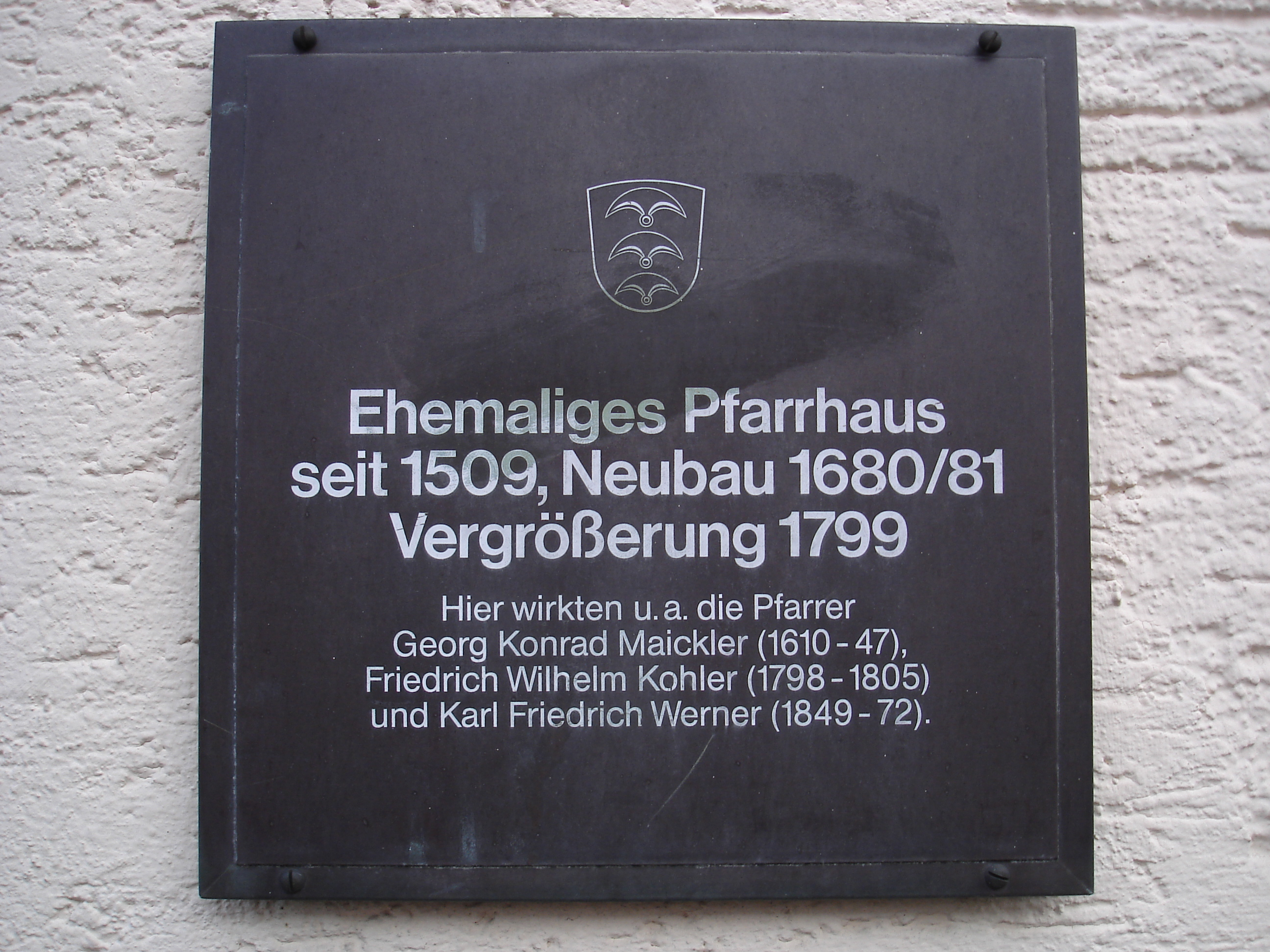
Gedenktafel am ehemaligen Pfarrhaus in Fellbach, wo Friedrich Wilhelm Kohler von 1798 bis 1805 als Pfarrer tätig war

Der Sohn des Küsters der Stuttgarter Leonhardskirche, Johann Friedrich Kohler, und der Maria Magdalena Langenfaß studierte von 1772 bis 1777 mithilfe eines Stipendiums Theologie in Tübingen. Nach dem Vikariat in Seißen und Buoch sowie einer Tätigkeit als Hilfslehrer in Herrenberg war er Seelsorger der Herzogin Franziska von Hohenheim und von 1780 bis 1798 Pfarrer in Birkach; daraufhin von 1798 bis 1805 in Fellbach und von 1805 bis 1810 in Ebersbach. 
Im September 1794 gründete er in Birkach die erste Industrieschule Württembergs, eine Baumwollspinnerei, in der Kinder und Jugendliche handwerkliche Kenntnisse und Fähigkeiten erwerben konnten.
Kohler war ein Nachkomme von Marcus Heiland, Andreas Osiander und Jakob Heilbronner (1548–1618) und zudem ein Großvater des Dichters Friedrich Wilhelm Waiblinger, den er zeitweilig unterrichtete.

## Ehen und Nachkommen
Aus der am 6. Februar 1781 in Stuttgart mit Christiana Justina (1751–1802), Tochter des herzoglichen Oberamtmanns Amandus Günzler, geschlossenen Ehe gingen zehn Kinder hervor, von denen mindestens zwei früh starben und die ältesten neun in Birkach geboren wurden, darunter:
- Carl Friedrich Amandus (1782–1864), Pfarrer in Pappelau, Tailfingen bei Herrenberg und Herbrechtingen sowie Regierungskanzlist im Donaukreis, Ulm; heiratete Elisabeth Christiana (1784–1851), Tochter von Johann Siegmund Beck, Pfarrer in Vaihingen auf den Fildern;
- Christina Louisa (1783–1847), heiratete den Witwer Johann Friedrich Waiblinger, Sekretär beim Kameral-Departement der Landvogtei Heilbronn sowie Kameralverwalter in Stuttgart und Reutlingen;
- Christian Heinrich Ludwig (* 1785), Kameralverwalter in Alpirsbach;
- Friedrich Wilhelm (1786–1831), Kaufmann;
- Johanna Friederike (1789–1855), heiratete den Stuttgarter Bürger, Knopfmacher und Stiftungsaufwärter Johann Friedrich Hetzel.

Nach dem Tod seiner ersten Frau heiratete Kohler am 25. Mai 1802 in Fellbach Margaretha Heinricka (1756–1820), Tochter des Kreissekretärs und Registrators Benjamin Finckh.

## Werke
- (Hrsg.): Erbauliches Angedenken für Kinder und Konfirmierte in Lieder-Versen; aus dem neuen Würtembergischen Gesangbuch nach den Fragen des Confirmationsbüchleins geordnet. Helferich, Stuttgart 1793 (wlb-stuttgart.de).
- Dankbarer Nachruhm der Evangelischen Gemeine zu Birkach bei Hohenheim, zu Ehren ihres nun in Gott ruhenden Herzogs Kirchenstifters und Wohlthäters Weil. Herrn Herzogs Carls Herzogs zu Wirtemberg und Tek etc. Helferich, Stuttgart 1794 doi:10.20345/digitue.10336.
- Predigt am allgemeinen Buß- und Bet-Tag, den 26. Jan. 1794, am dritten Sonntag nach dem Fest der Erscheinung in Beziehung auf unsere Freiheit und Gleichheitgierige Zeiten über Jesaiä 55, v. 6. 7. Helferich, Stuttgart 1794, OCLC 311563878.
- Spinn-Anstalt zu Birkach Stuttgardter Amts-Ober-Amts zum Besten Armer Kinder. Helferich, Stuttgart 1795 (deutsches-museum.de).
- Gedanken eines Wirtembergers über Verbesserung der Armenpflege und Volkserziehung, vermittelst der Industrieschulen. Metzler, Stuttgart 1796, OCLC 311563678.
- Mein Beitrag zur Erörterung der Frage: Wie ist dem durch die französische Kriegs-Contribution ausgesogenen Wirtemberg wieder aufzuhelfen? Metzler, Stuttgart 1796, OCLC 311563545.
- Gedanken über Einführung der Industrie-Schulen, auf Begehren der württembergischen allgemeinen Landesversammlung aufgesetzt und übergeben. Fleischer, Leipzig 1801, OCLC 46244080.
- Schul-Rede von der Wichtigkeit der Schulen und Schulhäuser, bey dem Einzug der Schul-Jugend zu Fehlbach in ihre neu erbaute Schule. Mäntler, Stuttgart 1801, OCLC 311549132.